# Hydraena spangleri
Hydraena spangleri är en skalbaggsart som beskrevs av Perkins 1980. Hydraena spangleri ingår i släktet Hydraena och familjen vattenbrynsbaggar. Inga underarter finns listade i Catalogue of Life.